# Schrammel-Messe
Die Schrammel-Messe (auch als „Fieberkreuzmesse“ bezeichnet) ist eine Komposition von Herbert Prikopa, die am 16. Oktober 2011 im Rahmen eines Gottesdienstes, zelebriert von Weihbischof Franz Scharl, in der Pfarrkirche Atzgersdorf in Wien uraufgeführt wurde.

## Entstehungsgeschichte
Nach dem Tode eines von Prikopa geschätzten Orchestermusikers der Volksoper Wien trat dessen Witwe an ihn heran, in Gedenken an den Verstorbenen eine Messe zu komponieren. Es sollte gleichzeitig eine Festmesse zum 250-jährigen Bestehen des in der Atzgersdorfer Kirche aufbewahrten „Türken- oder Fieberkreuzes“ werden. Der Komponist verzichtete auf Orgelbegleitung um die vier Gesangsstimmen besser zur Geltung zu bringen. Stattdessen wählte er als Begleitung ein Schrammelquintett, woraus sich der Name der Messe ableitet.

## Besetzung und Instrumentierung
Solostimmen
- Sopran
- Mezzosopran
- Tenor
- Bariton

Schrammelquintett
- Zwei Geigen
- Harmonika
- Klarinette in g
- Gitarre